# Klimakompressor

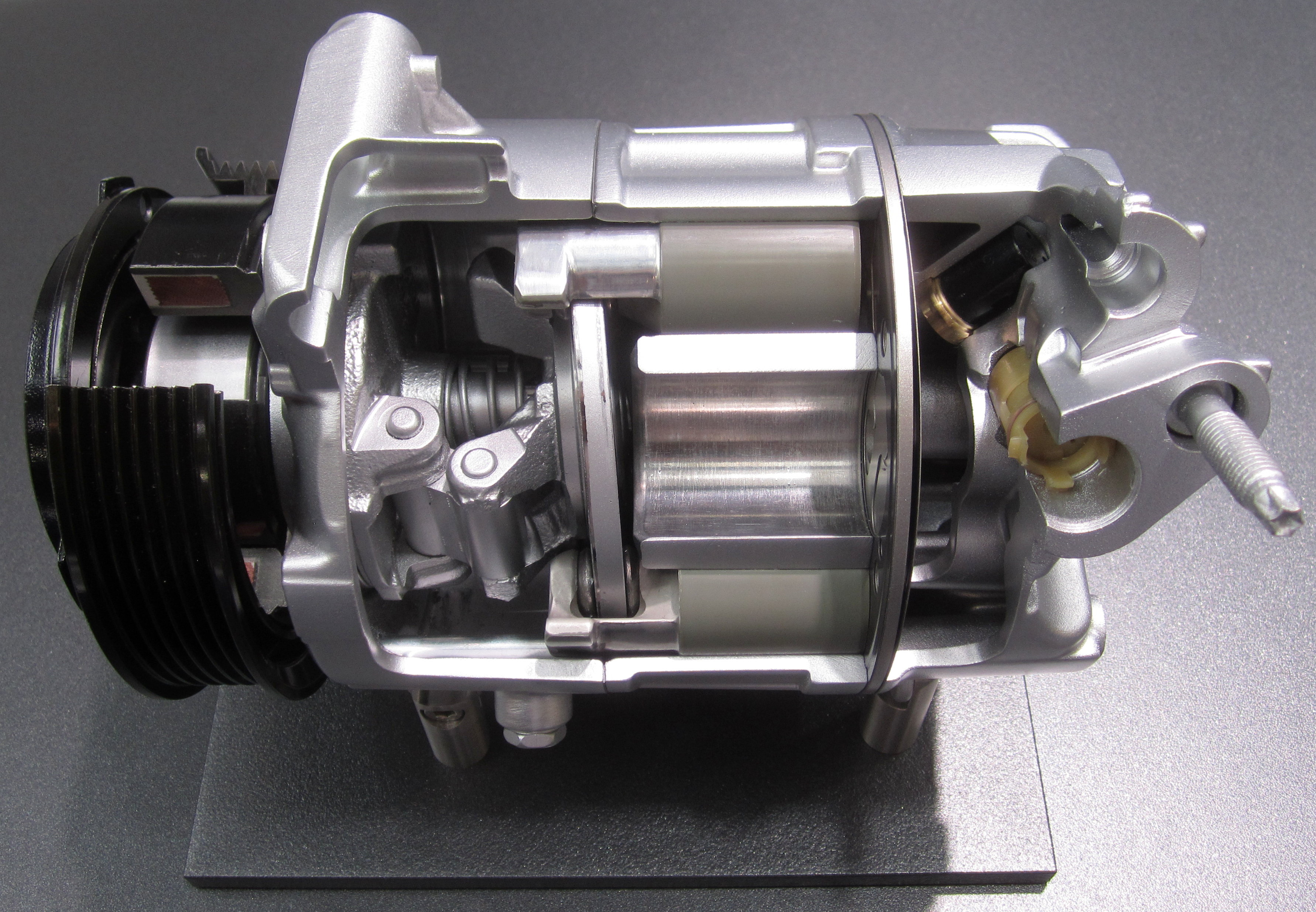
Taumelscheibenverdichter im Schnitt

Ein Klimakompressor bzw. Kältemittelverdichter (auch Verdichter genannt) ist eine Kältemaschine und sorgt für die Verdichtung des gasförmigen Kältemittels im Kreislauf einer Klimaanlage. Dieser wird entweder über den Fahrzeugmotor oder durch Elektromotoren angetrieben.

## Einsatz in Fahrzeugen
In Fahrzeugen mit Verbrennungsmotor wird der Klimakompressor in der Regel über eine Riemenscheibe und Keilriemen angetrieben. Über eine Magnetkupplung kann er zu- oder abgeschaltet werden.
In Elektroautos, und zum Teil auch in Hybridelektrokraftfahrzeugen, ist der Klimakompressor vom Antrieb entkoppelt und wird über einen eigenen HV-Motor angetrieben.
Es gibt unterschiedliche Bauformen:
- Taumelscheibenverdichter
- Hubkolbenkompressor
- Flügelzellenverdichter
- Scrollverdichter/Spiralverdichter (meistens nur in Elektro- oder Hybridfahrzeugen eingebaut)
- den an den Wankelmotor erinnernden Drehkolbenkompressor (eng. Rotary Compressor)

Diese Kompressoren werden in der Regel als klassisches Zulieferteil von den Herstellern zugekauft. Bekannte Hersteller sind ACC, Bock, Danfoss, Emerson, Mitsubishi Electric, Denso, Sanden oder Hanon Systems.